# 公務人員普通考試
公務人員普通考試，簡稱普考，是中華民國的政府機關，為了選拔公務人員，而由考選部在每年所舉辦的初任性質的國家考試。規範該考試運作的法律，是《公務人員考試法》。普考及格者，取得委任第三職等任用資格。

## 規定
錄取後訓練期滿成績及格者，以委任第三職等任用。限制轉調1年（不得轉調原分發任用之主管機關及其所屬機關、學校以外之機關、學校任職）。從民國103年起，限制轉調由原本的1年改成3年。

## 薪俸
訓練期滿成績及格者，以委任第三職等本俸一級任用，支薪新臺幣38,890元。

## 參閱
- 臺灣省公務人員高等暨普通考試

## 外部連結
- 中華民國考選部（中文）